# Graphiphora semiconfluens
Graphiphora semiconfluens là một loài bướm đêm trong họ Noctuidae.